# Palazzo del Governo (Grosseto)
Il palazzo del Governo è un edificio pubblico situato a Grosseto nella centrale piazza della Vasca.

## Storia
La costruzione del palazzo del Governo si inserisce nel clima di profonda trasformazione, da grosso borgo contadino a città, che investe l'abitato di Grosseto nel periodo intorno agli anni venti del XX secolo. Nel procedere delle rapide modificazioni urbanistiche e del capillare rinnovamento edilizio, il recupero del linguaggio architettonico classicista, usato nel nuovo, imponente palazzo delle Regia Prefettura e della Pubblica Sicurezza, diventa «la scelta possibile, il modello e il metodo disponibile a rispondere alle esigenze simbolico-rappresentative del nuovo potere istituzionale» (Famiani, p. 83).
Realizzato sulla piazza Umberto I, attuale piazza Fratelli Rosselli, eletta a spazio rappresentativo del potere istituzionale, il palazzo del Governo è il risultato di una nutrita serie di progetti redatti a partire dal 1917.
Una prima soluzione, elaborata dall'ingegnere Giuseppe Luciani con un preventivo di spesa di 180.000 lire per gli espropri e le demolizioni necessarie, collocava il palazzo sul lato sud dell'area antistante piazza Dante (allora "piazza Vittorio Emanuele"), nel cuore del centro storico. Adottando un linguaggio classicista di stampo neo-cinquecentesco, la costruzione si configurava su tre piani f.t. più un sottotetto, con un prospetto principale inquadrato da lesene binate e scandito da cinque assi di aperture incorniciate poggianti su fasce marcapiano e portale centrale centinato con poggioletto superiore. Nell'agosto 1917, tuttavia, verificata — secondo una relazione del febbraio 1919 — la non disponibilità di un'area libera all'interno delle mura medicee e la conseguente eccessiva spesa per i necessari espropri e demolizioni, l'ubicazione del palazzo fu spostata nel sito attuale, in relazione anche alle disposizioni del nuovo Piano Regolatore, mentre l'incarico della progettazione veniva affidato all'ingegnere capo della Provincia di Grosseto. I disegni dettagliati delle piante, degli alzati, delle decorazioni e dei materiali, venivano trasmessi al presidente della Provincia affinché fossero vagliati ed eventualmente modificati «da un provetto architetto, evitando così brutture architettoniche in un edificio la cui costruzione raggiunge una spesa certamente elevata», precisamente stimata in 468.500 lire più 50.000 lire per l'espropriazione dell'area. Questa, della superficie di circa 2534.21 m2, viene espropriata per ragioni di pubblica utilità nel febbraio 1919; nello stesso atto si precisa che «i locali della Regia Intendenza, ora adibiti ad uffici della Provinciale sede della Regia Prefettura» dovranno essere resi disponibili entro il 31 dicembre 1921, e si fa riferimento ad un progetto di massima compilato dall'ufficio tecnico con l'indicazione del numero di piani, la disposizione e la destinazione d'uso dei vani ed infine la possibilità decorativa. Nello stesso tempo, l'amministrazione provinciale decideva di indire un concorso pubblico, in cui veniva lasciata ai progettisti la sola scelta dello stile architettonico. Effettivamente bandito il 16 febbraio 1919, in esecuzione alle deliberazioni del 27 dicembre 1918 e del 30 gennaio 1919, il concorso vide, alla scadenza del 30 aprile 1919, la partecipazione di un solo concorrente, contrassegnato con il motto "Italia", il cui progetto venne tuttavia respinto e l'incarico affidato all'ingegnere e architetto Vincenzo Fasolo di Roma. Il progetto Fasolo, approvato dal consiglio provinciale nell'adunanza del 28 ottobre 1919, prevedeva un impianto pentagonale con il fronte principale convesso ed un grande cortile interno rettangolare occupato sul fondo da una imponente, articolata scalinata di accesso al Salone del Consiglio, quest'ultimo a pianta ovale e caratterizzato in veste fin-de-siècle dalla copertura a cupola ribassata con lucernario centrale, presumibilmente a vetri colorati. La facciata principale era risolta adottando un eclettico, disinvolto linguaggio architettonico che al neo-medievalismo delle due torri di raccordo angolare, con paramento in pietra e coronamento a terrazza su archetti pensili, coniugava il neo-cinquecentismo di tradizione toscana del settore centrale, con loggiati a tre arcate a pian terreno e al primo piano, occhi circolari nel piano sottotetto e fastigio centrale di coronamento con tanto di orologio e campana. Dopo lo snodo delle torrette, aperte da enormi finestroni centinati e tripartiti, più semplice ed equilibrata appare la composizione dei fianchi, scanditi da cinque assi di aperture rettangolari.
Divisi in lotti, i lavori vennero finanziati in una prima fase con un mutuo di 805.900 lire concesso dalla Presidenza del Consiglio dei ministri; entro il gennaio 1922 erano stati portati a termine le opere di fondazione ed il piano seminterrato fino alla quota di spiccato del piano terreno, mentre l'architetto
Fasolo proponeva modifiche distributive e una diversa intonazione di stile nell'elaborazione dei fronti. Sulle proposte Fasolo si espressero l'ingegnere capo dell'ufficio tecnico Bartalucci e il vice capo Valentino Nelli nei rapporti datati 10 e 11 gennaio 1922, in seguito ai quali la deputazione deliberò la liquidazione dei lavori fino ad allora eseguiti dal progettista e l'opportunità di avvalersi del «parere sereno ed obiettivo di un Architetto di indiscusso valore» per lo studio e la redazione del progetto esecutivo. Escludendo la scuola di Roma per la presenza, al suo interno, dell'ingegner Fasolo in veste di assistente, la richiesta venne inoltrata alle scuole di applicazione per ingegneri di Bologna, Milano e Torino. Tra i professori dichiaratisi disponibili all'incarico venne prescelto l'architetto Attilio Muggia di Bologna, che con deliberazione n 46 del 1º febbraio 1922 venne nominato ad esprimere il proprio parere sull'estetica architettonica e sulla distribuzione interna del costruendo palazzo. Nella sua relazione, redatta entro il dicembre 1922, Muggia esprime le proprie riserve sul progetto Fasolo dichiarandone tra l'altro la non attinenza con alcune disposizioni del concorso e criticandone la distribuzione interna perché asimmetrica e irregolare, mentre, relativamente al linguaggio architettonico, ne rileva l'incongruità nelle arcate del porticato di accesso, che «arieggia più al palazzo di campagna che non al palazzo pubblico» e nel partito delle due torrette angolari, giudicato «artificioso» in quanto privo di corrispondenza con la distribuzione interna e con la pianta pentagonale dell'organismo; rispetto al fronte sul cortile interno, infine, con l'eliminazione del «simpatico» loggiato cinquecentesco e delle due gradinate «di sapore romanico», veniva a perdersi quell'impronta di grandiosità «forse eccessiva» senza peraltro aver chiarito una soluzione alternativa. Con atto deliberativo del 21 dicembre 1922, lo studio del progetto esecutivo venne dunque affidato all'architetto Muggia con il raddoppio del preventivo di spesa di 2.500.000 lire stimato dal Fasolo, il quale venne diplomaticamente liquidato con una lettera del 20 gennaio 1924.
Nel 1923 risulta, infine, che l'incarico del completamento del palazzo è affidato all'architetto Vittorio Mariani di Siena, voluto dal vice capo ingegnere Valentino Nelli, direttore del sindacato ingegneri; esaminati entro il settembre 1923, i progetti Mariani avrebbero dovuto rispettare la spesa stabilita in 2.500.000 lire, di cui più di 525.000 già impiegate, e la necessità di utilizzare l'edificato per la successiva fase di costruzione. Nella valutazione del progetto, rispondente alla realizzazione attuale, appare viva la preoccupazione di accordarsi al vicino edificio della Scuole Normale e di corrispondere alla «grandiosità» della piazza: semplificato nelle linee, reso volumetricamente più compatto e interpretato con un sobrio quanto monumentale linguaggio di ispirazione neoclassica con elementi decorativi e qualificanti limitati alla zona centrale del prospetto, il Palazzo si mostrava «degno della sua destinazione» presentando «nel suo insieme il carattere di edificio pubblico». La direzione del cantiere fu tenuta dall'ingegner Nelli che controllò strettamente l'aspetto estetico-architettonico apportando modifiche e variazioni ovunque ritenesse necessario, estromettendo totalmente il progettista dalla fase realizzativa e relegandone la figura a quella di semplice disegnatore con il compito di trasferire alle diverse maestranze gli esecutivi delle parti decorative, che risultano comunque variate nella costruzione. Il palazzo venne inaugurato nel 1927.

## Descrizione

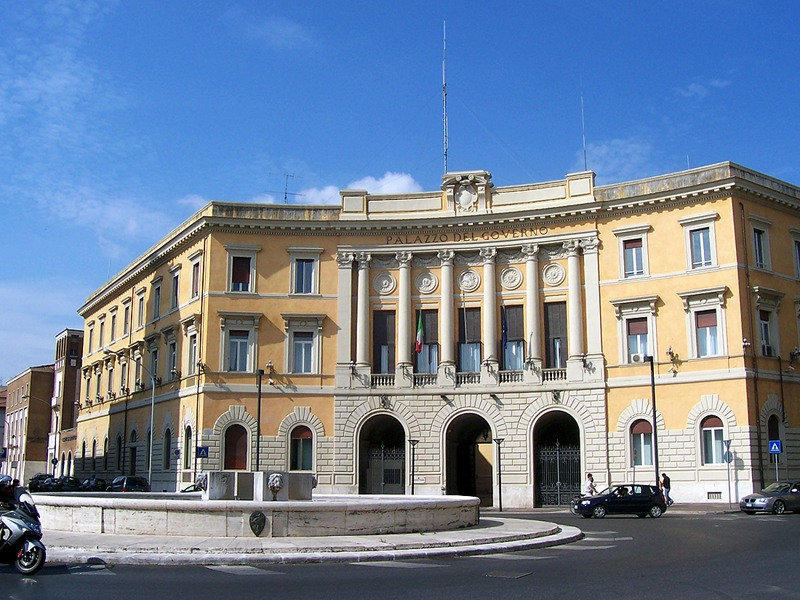

### Contesto urbanistico
Il palazzo costituisce una delle quinte, di carattere spiccatamente monumentale e scenografica, che chiudono a nord l'attuale piazza Rosselli.
Realizzata intorno agli anni venti, la piazza già Umberto I costituì il punto di partenza del nuovo, rapido sviluppo urbano e, oltre a rappresentare la "porta" di entrata al centro da nord ed un importante snodo di traffico, è da considerarsi la "piazza-simbolo" della città moderna, per la concentrazione di funzioni e di architetture rappresentative, realizzate in fasi ed in stili differenti. Oltre al palazzo del Governo, disposto sul settore nord-est tra la via Roma e la via Oberdan di arrivo da Siena, prospettano sulla piazza, sul lato nord, l'imponente palazzo delle Poste di Angiolo Mazzoni, costruito negli anni trenta, e il moderno complesso polifunzionale Cosimini edificato da Ludovico Quaroni negli anni settanta, mentre sul lato opposto sorgono, in angolo con la via IV Novembre, il villino Panichi, realizzato da Lorenzo Porciatti con impianto neorinascimentale arricchito da una esuberante decorazione di ispirazione liberty e l'edificio della ex Regia scuola normale magistrale del 1923, in cui si ritrovano la facciata convessa ed il linguaggio classicista — in questo caso neorinascimentale — presenti nel palazzo del Governo.

### L'esterno

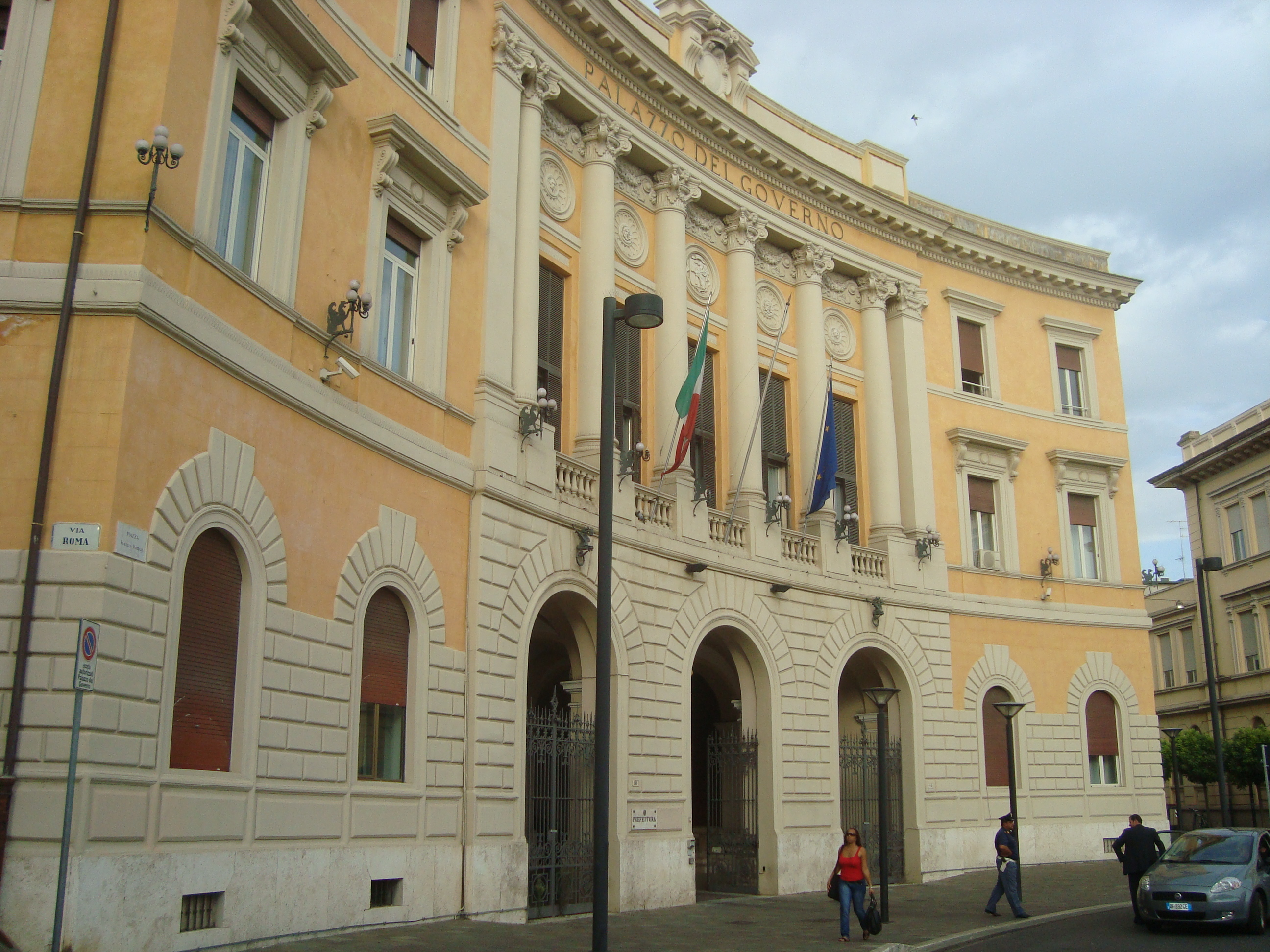

Architettura-simbolo del potere centrale, in aperto contrasto con le istanze del nascente razionalismo, il palazzo del Governo adotta un linguaggio architettonico rigidamente neoclassicista dispiegato su una volumetria rigorosa e compatta.
Di impianto pentagonale, prospetta sulla piazza principale della città con un ampio fronte concavo sul cui paramento ad intonaco si coagula, al centro, l'episodio formale ed il nodo plastico qualificante: leggermente avanzato rispetto al filo della muratura, il settore centrale presenta infatti un totale rivestimento a bugnato liscio a pian terreno, aperto dalla successione di tre fornici di ingresso al di sopra dei quali, oltre la spessa cornice marcapiano, si imposta una grande loggia inquadrata da lesene e scandita da sei robuste semicolonne ioniche di ordine gigante, elevate su plinti e separate da cinque lunghe porte-finestre dotate di balconcino a colonnine. Ribadendo e rafforzando la derivazione classica ed il carattere "solenne" della morfologia adottata, la loggia presenta, nello spazio arretrato della muratura tra le semicolonne al di sopra delle finestre, inserti decorativi di cornici, medaglioni e fregi in rilievo ed è conclusa da un architrave con iscrizione superiore. Oltre l'aggetto del cornicione di coronamento sottolineato da grossi dentelli, procede il parapetto in muratura della terrazza superiore che in corrispondenza del settore centrale è arricchito da un attico decorato da uno stemma affiancato da mensole e coronato da un timpano circolare spezzato.
Ai lati della loggia il fronte è scandito sui tre piani da due assi di finestre, centinate e incorniciate a bugne sopra la fascia basamentale a pian terreno, rettangolari con architrave e cornice in aggetto ai piani superiori. Il disegno delle finestre si ripete identico sui fronti su via Roma e su via Oberdan, perfettamente simmetrici e caratterizzati da una successione di sette aperture su tre piani, mentre il prospetto su via Damiano Chiesa si sviluppa, oltre il settore d'angolo, su due soli piani con terrazza superiore ed il disegno delle aperture appare notevolmente semplificato. Sui fronti principali i plinti delle colonne e lo spazio tra le finestre del primo piano, sottolineate dalla fascia marcapiano e da davanzali continui, è inoltre decorato con lumiere a braccio in ferro battuto a tre globi. I tre fornici a pian terreno immettono nella galleria di ingresso, nella quale si ripete la successione delle arcate che formano così nove campate divise da pilastri a croce e coperte con volte a crociera. Alle estremità laterali del settore mediano si trovano i due ingressi, agli appartamenti privati del Prefetto quello di destra e agli uffici quello di sinistra, preceduti da brevi scalinate in marmo, mentre di fronte si apre il grande cortile carrabile rettangolare, qualificato sul lato di fondo dall'avanzamento della parete circolare del corpo posteriore, già previsto come vano scala nel progetto Fasolo, in cui è alloggiata al primo piano la Sala Riunioni. Invertendo la curvatura della parete ma ripetendo i motivi che qualificano il fronte principale, il fronte interno del corpo posteriore è caratterizzato da finestre centinate al piano terreno e, oltre la cornice marcapiano che corre continua, dalla presenza al primo piano di lesene composite che separano le alte finestre rettangolari; il corpo è concluso dalla gronda piana in forte aggetto coronata dalla ringhiera di chiusura della terrazza superiore.

### L'interno
All'interno, il vasto edificio è distribuito da corridoi centrali in fregio ai quali si aprono gli uffici, alcuni dei quali illuminati tramite piccoli cortili interni triangolari, resi necessari dalla forma particolare dell'impianto planimetrico. Al primo piano, la successione delle stanze si interrompe in corrispondenza dell'asse principale dove si aprono, affacciati rispettivamente verso la piazza e sul cortile interno, il Salone di Rappresentanza, accessibile dall'appartamento privato del Prefetto, e la Sala Riunioni, che conserva la veste originale con il pavimento in graniglia gettato in opera e spartito a settori da fasce colorate, le cornici in stucco alle pareti, le decorazioni pittoriche al di sopra delle porte di accesso con gli stemmi della città e dello Stato.
I collegamenti principali sono costituiti da due scalinate in marmo a tre rampe con ringhiera in ferro battuto, mentre nell'ala prefettizia si sviluppa lo scalone marmoreo di rappresentanza a due rampe, alloggiato in un vano scala con parete di fondo semicircolare.
Il secondo piano, che copre soltanto la parte anteriore del fabbricato, è destinato attualmente al reparto trasmissioni ed è dotato di un pavimento galleggiante che ha coperto le pavimentazioni originali in mattonelle in graniglia con fasce perimetrali, ancora visibili invece nella quasi totalità dell'edificio.

## Critica
Oggetto di studi recenti, volti a valorizzare il patrimonio architettonico cittadino, il palazzo assume, secondo Famiani, «il ruolo di perno figurativo all'interno del grande tema stradale» dell'attuale piazza Fratelli Rosselli, eletta a spazio rappresentativo del regime. Nella retorica del suo inappuntabile «classicismo di stato», tuttavia, la costruzione, che interpretando lo stile del tempo contribuisce in maniera determinante «alla creazione e al rafforzamento del consenso», non manca, ancora secondo Famiani, di «caratteri innovativi» quali l'inusuale forma pentagonale dell'impianto.